# Abel Ramírez Acosta
Abel Ramírez Acosta (Molango, Hidalgo, 4 de junio de 1915-1 de julio de 1979) fue un profesor y político mexicano, miembro del Partido Revolucionario Institucional (PRI). Fue dirigente del Sindicato Nacional de Trabajadores de la Educación (SNTE) y diputado federal de 1970 a 1973.

## Biografía
Realizó sus estudios de primaria en su localidad natal de Molango y luego egresó como maestro normalista de la Escuela Normal Rural de El Mexe y luego de la Escuela Nacional de Maestros en Ciudad de México. Era también licenciado en Derecho egresado de la Universidad Nacional Autónoma de México (UNAM).
Ejerció como docente en Poza Rica, Veracruz y en las escuelas «Alberto Correa» y «Repúbica de Uruguay» de Ciudad de México;  así como en la Escuela de Leyes de la Universidad de Hidalgo. Miembro del Sindicato Nacional de Trabajadores de la Educación (SNTE), fue parte del grupo interno liderado por Manuel Sánchez Vite, su primo, y como él oriundo de Molango.
En 1937 fue secretario de Trabajo, y de Acción Campesina de la sección 15 del SNTE. En 1955, siendo secretario general del SNTE Sánchez Vite, fue secretario de Finanzas del comité nacional. En 1953, como representante de la corriente interna Fracción Nacional Revolucionaria, liderada por Sánchez Vite, fue elegido secretario general de la Sección 9, que correspondía a los maestros del entonces Distrito Federal. Estaba en ese cargo cuando en dicha sección comenzó a gestarse un movimiento sindical independiente que posteriormente constituiría el germen del movimiento magisterial de 1958 liderado por Othón Salazar. Ramírez Acosta presentó en 1956 un pliego petitorio a la Secretaría de Educación Pública (SEP) que no fue aceptado en su totalidad por la institución, y aunque él pretendió aceptarlo, la base sindical lo desconoció y desplazó del liderazgo por un comité de lucha y luego por una comisión coordinadora del comité nacional; el conflicto escaló hasta ser de alcance nacional y comenzar a ser reprimido por el gobierno.
Tras ello, laboró en el departamento legal del Sindicato de Trabajadores Ferrocarrileros de la República Mexicana. En 1969 Sánchez Vite fue elegido y asumió como gobernador de Hidalgo impulsando en 1970 a Ramírez Acosta como candidato del PRI a diputado federal por el Distrito 4 del estado. Resultó elegido a la XLVIII Legislatura de dicho año al de 1973 y en la que fue integrante de las comisiones de Tierras y Recursos Naturales; y, 1a. de Educación Pública.
El mismo 1970, el presidente Luis Echeverría Álvarez nombró a Sánchez Vite presidente nacional del PRI, y de ese año a 1972 Abel Ramírez Acosta ocupó el cargo de secretario de Finanzas del comité nacional. Al regresar a la gubernatura de Hidalgo en 1972 pasó a ser primero oficial mayor y luego secretario general de Gobierno, hasta el fin de la administración de Sánchez Vite en 1975. Fue considerado uno de los posibles sucesores de éste en la gubernatura, pero finalmente el postulado y electo fue Otoniel Miranda, quien asumió el 1 de abril de 1975 y nombró ese mismo día a Ramírez Acosta como Tesorero del Estado.
De acuerdo a versiones políticas, Sánchez Vite habría impulsado al cargo a Miranda sin contar con la autorización del presidente Echeverría, entonces éste apenas 28 días después, hizo que el Senado de la República declara la desaparición de poderes en el estado, desplazando a Miranda y todo el grupo político de Sánchez Vite definitivamente del estado. Tras ello, Ramírez Acosta se dedicó al ejercicio de su profesión como abogado, hasta su fallecimiento 1 de julio de 1979.